# Тразеньи, Жан III де
Барон Жан III де Тразеньи (фр. Jean III de Trazegnies; ок. 1470 — 1550) — придворный и государственный деятель Габсбургских Нидерландов.

## Биография
Сын барона Жана II де Тразеньи и Сибиллы де Линь.
Сеньор д'Иршонве, Акеньи, Фанюэль, Сен-Васт, Оннези, Энши, Эппиньи, и прочее, пэр Эно, наследственный сенешаль Льежа, барон де Тразеньи и де Силли, принц де Роньон.
Великий камергер Филиппа Красивого (1505), затем Карла Габсбурга (1515).
В ноябре 1516 на капитуле в Брюсселе принят в рыцари ордена Золотого руна.
С 30 августа 1519 по 24 сентября 1520 занимал должность бальи Нивеля и романского Брабанта.
Придворный рыцарь Элеоноры Австрийской, сопровождал эту принцессу в Португалию, где она вышла замуж за короля Мануэла I.
Советник, находившийся в большом фаворе у Карла V, Жан де Тразеньи сопровождал монарха почти во всех поездках.
Актом от 12 ноября 1521 был назначен командующим войсками, собранными для обороны Брабанта, Эно, Намюра и границ Льежской земли.
30 ноября 1525 Жан де Тразеньи приобрел права на важную сеньорию Варфузе, в области Льежа, которая долгое время была предметом спора между претендентами.
В 1526 получил лестное поручение выступить «паранимфом» императора, вступив от его имени в Лиссабоне в брак с Изабеллой Португальской.
В 1529 году первое сословие графства Эно презентовало Жану де Тразеньи 400 ливров, за услуги, оказанные духовенству провинции в качестве капитан-генерала.
Кредит доверия барона у императорской фамилии был столь высок, что королева Мария Венгерская, вступив в должность штатгальтера Нидерландов, сочла необходимым нанести визит в его замок. По случаю королевского посещения было устроено пышное празднество, в присутствии королевы загонщики барона затравили вепря.
В 1540 году Тразеньи, как и другие дворяне, был вызван в Брюссель для сопровождения наместницы, отправившейся к императору в Валансьен. 1 июня 1540 был назначен шателеном Ата.
Высокое положение барона не помешало Штатам Брабанта попытаться оспорить иммунитеты и вольности, предоставленные его предкам, в частности, утвержденные в феврале 1324 Жаном III Брабантским. Императорский декрет от 26 июля 1544 отклонил претензии Штатов.
Жан III де Тразеньи умер в 1550 году, будучи дуайеном ордена Золотого руна, и был погребен в церкви в Тразеньи.

## Семья

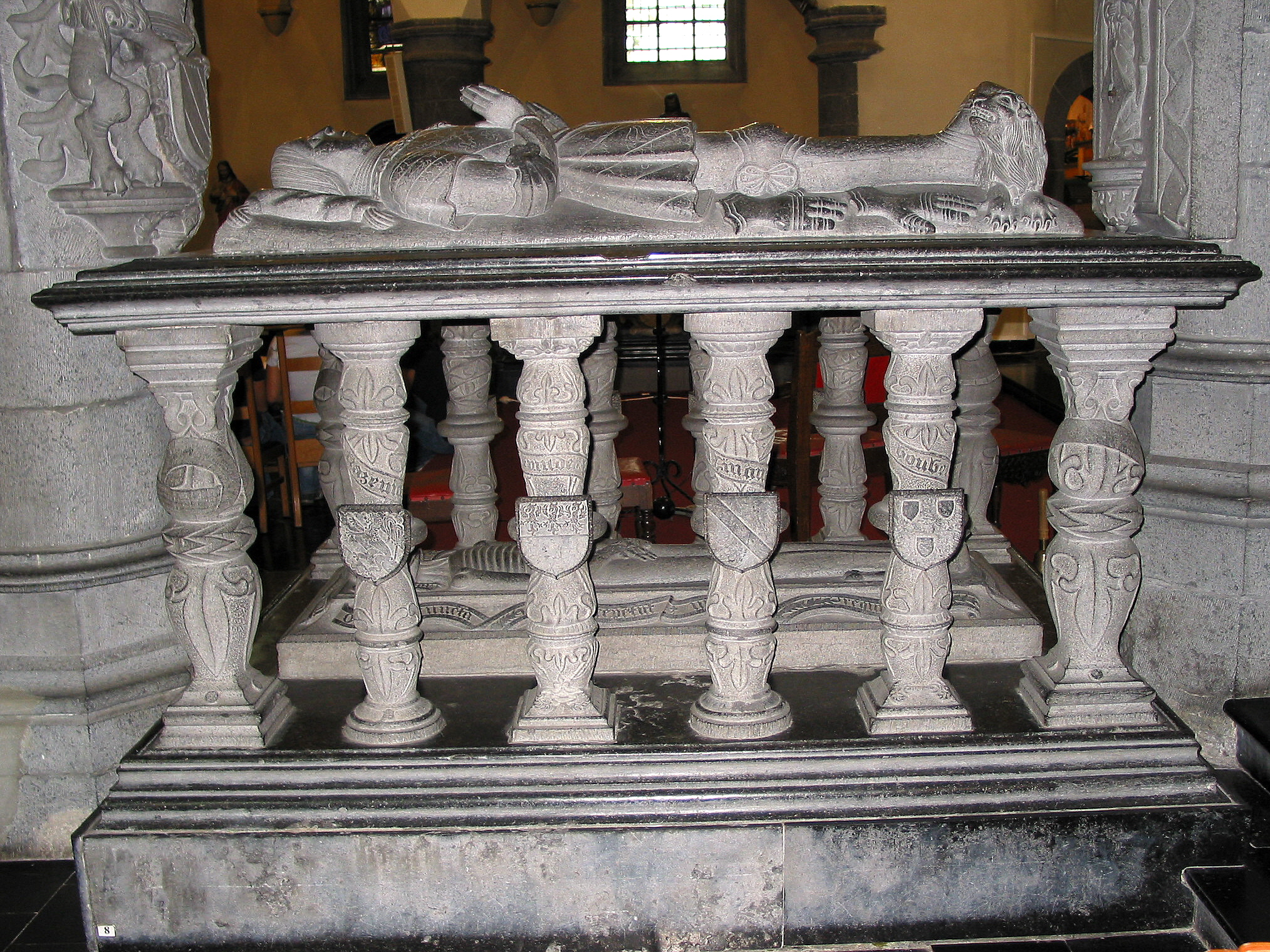
Гробница Жана III де Тразеньи и Изабо де Вершен в церкви Сен-Мартен де Тразеньи (Тразеньи, Эно)

Жена (23.04.1513, замок Ле-Бьес): Изабо де Вершен, дама де Льетр и Мирлемон, старшая дочь Никола де Вершена, сенешаля Эно, и Иоланды де Люксембург. По случаю брака Жан добился от отца уступки сеньории Тразеньи
Дети:
- Жак де Тразеньи (ум. 1529), погиб при обороне Вены
- Луи де Тразеньи, находился на императорской службе
- Шарль де Тразеньи, рыцарь и командор ордена госпитальеров
- барон Шарль I де Тразеньи (ум. 1578), сенешаль Льежа. Жена: Мари-Мадлен Паллант де Кулембург (ум. 1566)
- Робер де Тразеньи, сеньор де Семери, Акеньи, и прочее, дворцовый распорядитель Маргариты Пармской, шателен Ата в 1565—1580
- Жан де Тразеньи, сеньор де Льетр, Мерлимон, Фанюэль и прочее
- Пьер де Тразеньи, сеньор д’Армюйден

Раздел владений между детьми был проведен Жаном де Тразеньи и Изабо де Вершен 18 августа 1549